# The Night Clerk
The Night Clerk (bra: O Recepcionista) é um filme de drama policial americano de 2020, escrito e dirigido por Michael Cristofer sobre um funcionário noturno de um hotel que se torna o centro de uma investigação de assassinato. O filme foi lançado em 21 de fevereiro de 2020, pela Saban Films. Em 6 de junho de 2020, a Netflix lançou o filme em sua plataforma.

## Enredo
Bart Bromley (Tye Sheridan) mora com sua mãe (Helen Hunt) e tem síndrome de Asperger. Ele coloca câmeras escondidas em um quarto do hotel onde trabalha como recepcionista noturno e usa as imagens e gravações ao vivo para superar sua inaptidão social, imitando a fala e os maneirismos dos hóspedes. Em seu turno noturno, Bart observa Karen, que fez check-in recentemente. Após seu turno, ele compra sorvete, vai para casa e continua a cuidar de Karen.
Bart vê Karen deixar um homem desconhecido entrar em seu quarto. Depois que eles discutem, o homem começa a espancá-la. Bart observa uma arma cair da bolsa de Karen e dirige até o hotel para tentar resgatá-la. Ele entra por uma porta lateral e, logo depois, Jack, colega de trabalho de Bart, ouve um tiro. Jack entra no quarto de Karen, onde encontra Karen morta e Bart sentado na cama. Enquanto Jack liga para o 911, Bart remove as câmeras escondidas, mas acidentalmente deixa um cartão de memória para trás.
No dia seguinte, Bart é interrogado pelo detetive Espada (John Leguizamo) e afirma que voltou para casa depois de comprar sorvete, mas voltou ao hotel porque esqueceu a carteira. Espada percebe que Bart está mentindo porque, se não tivesse a carteira, não poderia comprar sorvete. Bart mais tarde assiste novamente a gravação do quarto de Karen e vê que o homem que ela conheceu tinha uma tatuagem de um pássaro no braço.
No dia seguinte, o chefe de Bart o transfere para um novo hotel. Em seu primeiro turno, ele conhece Andrea Rivera (Ana de Armas), que reconhece que ele tem Asperger, flerta com ele e se hospeda em um quarto. No dia seguinte, Bart descobre que está faltando um cartão de memória, que Espada encontra. Bart coloca câmeras no quarto de Andrea e depois dá um beijo com ela perto da piscina do hotel.
Seguindo para a próxima manhã, Bart corta o cabelo e compra um terno, um carro e uma colônia novos. Ele tenta visitar Andrea no hotel, apenas para encontrá-la fazendo sexo com o desconhecido do quarto de Karen, que ele reconhece pela tatuagem. Bart volta para casa e descobre que a polícia levou todo seu computador e equipamento de câmera. Ele diz a Espada que seus discos rígidos estão vazios porque ele apagou todas as gravações antes da chegada da polícia. Depois que Espada sai, Bart recupera um disco rígido oculto que contém uma cópia da gravação do quarto de Karen.
O homem desconhecido que Bart viu com Andrea é o marido de Karen, Nick, um detetive que está tendo um caso com Andrea e quer que ela mate Bart para que ele não possa identificá-lo para a polícia. Enquanto Bart observa as câmeras no quarto de Andrea, ele vê Nick discutir com ela e começar a espancá-la. Ele corre para o hotel e entra no quarto de Andrea enquanto Nick sai, então mostra a Andrea as câmeras escondidas. Em sua casa, ele mostra a ela a gravação do quarto de Karen e Andrea vê que Nick matou Karen. Andrea começa a chorar e vai dormir na cama de Bart. Ele se deita com ela e adormece.
Na manhã seguinte, Bart descobre que Andrea se foi, assim como o disco rígido no qual ele tinha a cópia da gravação do quarto de Karen. Ele também descobre que Andrea deixou a arma da bolsa de Karen em sua cama. Andrea entrega o disco rígido a Nick com a gravação do quarto de Karen e eles começam a dirigir para fora da cidade. A polícia chega à casa de Bart e descobre que Bart não está lá, mas deixou a arma e os cartões de armazenamento da câmera junto com um bilhete para Espada. Nick e Andrea são parados e presos. Bart caminha por um shopping local e pratica o discurso coloquial e a linguagem corporal que observou em suas gravações.

## Elenco
- Tye Sheridan como Bart Bromley, filho de Ethel
- Helen Hunt como Ethel Bromley, mãe de Bart
- Ana de Armas como Andrea Rivera
- John Leguizamo como Detetive Espada
- Johnathon Schaech como Detetive Nick Perretti
- Jacque Gray como Karen Perretti
- Austin Archer como Jack Miller

## Produção
O filme foi anunciado em fevereiro de 2018, com Michael Cristofer dirigindo seu próprio roteiro e Tye Sheridan escalado para estrelar.
Helen Hunt, Ana de Armas e John Leguizamo foram escalados em maio de 2018, com as filmagens começando em Utah em 21 de maio e continuando até 22 de junho. Em junho de 2018, Johnathon Schaech se juntou ao elenco.

## Lançamento
O filme foi lançado em 21 de fevereiro de 2020. Em 6 de junho de 2020, o filme foi lançado na Netflix.

## Recepção
The Night Clerk detém uma taxa de aprovação de 36% no agregador de críticas Rotten Tomatoes, com base em 42 avaliações e uma média ponderada de 5,04/10, e um consenso que diz: "Com um par de pistas carismáticas lutando para animar uma história mal concebida, The Night Clerk alcança o alvo cedo -- e os espectadores podem querer seguir o exemplo." No Metacritic, o filme tem uma classificação de 44 de 100, com base em 11 críticos, indicando "críticas mistas ou médias".